# طرسوس
طَرسوس، طَرَسوس، تارس، تارسوس یا ترسوس (به یونانی: Ταρσός) نام شهر و بخش بزرگی در استان مرسین ترکیه کنونی‌است. این شهر در ۱۵ کیلومتری مرسین و ۴۰کیلومتری آدانا است.
این شهر پیشینهٔ تاریخی کهنی دارد. در زمان چیرگی رومیان مرکز استان کیلیکیه بود. همچنین صحنهٔ نخستین دیدار کلئوپاترا و مارک آنتونی؛ و نیز زادگاه پولس بوده‌ است.

## ریشه‌شناسی
هیتی‌ها این شهر را تارسا می‌خواندند. طرسوس شکل یونانی این نام‌ است که می‌نماید ریشه در نام خدایی به نام تارکا داشته‌ باشد. تارسیسی نام دیگری‌ است که به این شهر داده‌اند. انطاکیهٔ بر سیدنوس، یولیوپولیس و دارسون(به ارمنی: Տարսոն) نام‌های دیگریند که در بازه‌های گوناگون تاریخی بر این شهر نهاده‌اند.

## تاریخ
یافته‌های باستانشناسی در تپهٔ گوزوکولو نشان می‌دهد که این منطقه پیوستگی پیشرفت از دورهٔ نوسنگی تا عصر برنز اولیه داشته‌ است.
اسرحدون در لشکرکشی‌اش این شهر را تارسیسی ثبت کرده‌ است. شلمنسر یکم و سناخریب نیز به همین سان. افسانه‌ای یونانی این شهر مربوط به آشوربانیپال می‌داند. استرابون پایه‌ریزی طرسوس را به دست مردمانی از آرگوس می‌داند. افسانه‌ای دیگر می‌گوید که اسبی بالدار به نام پگاسوس گم‌ می‌شود و در این شهر فرود می‌آید و پایش زخمی می‌شود، پس نام این شهر را طرسوس به معنای کفِ پا می‌گذارد. یاقوت حموی نام این شهر را از نام طرسوس بن الروم بن الیفز بن سام بن نوح  می‌داند.
در دورهٔ تاریخی نخست این شهر در زیر فرمان هیتی‌ها بود. سپس امپراتوری آشوریان بر آن دست یازیدند تا اینکه سرانجام بخشی از شاهنشاهی هخامنشی گردید. این شهر از ۴۰۰ پیش از میلاد مرکز یک ساتراپی بوده‌است. گزنفون گزارش می‌دهد که در هنگام لشکرکشی کورش کوچک به سوی بابل پادشاه این شهر ایرانی‌ای به نام سوئنیسیس بوده‌ است.
اسکندر مقدونی در تازشش به ایران در ۳۳۳ پیش از میلاد از اینش هر گذشته‌ است. با چیرگی سلوکیان فرهنگ و زبان یونانی هم چیرگی روزافزونی بر این شهر یافت. در ۱۷۱ پیش از زایش در گزارش‌هایی که بر شورش این شهر بر آنتیوخوس چهارم رفته‌است از کتابخانه‌های بزرگ آن یاد می‌شود. طرسوس در آن زمان انطاکیه بر سیدنوس نام‌ داشت. این شهر در این دوره رقیب مکاتب فلسفی اسکندریه و آتن بوده‌ است.
پومپه این شهر را ضمیمهٔ جمهوری روم ساخت و این شهر مرکز استان کیلیکیه گردید. ژولیوس سزار بدان نام یولیوپولیس داد. مارک آنتونی و کلئوپاترا برای نخستین بار در این شهر دیدار کردند. باشندگان این شهر در ۶۶ پیش از میلاد دارای شهروندی رم شدند. چند امپراتور روم در این شهر به خاک سپرده‌ شده‌اند چون مارکوس کلودیوس تاکتیکوس، ماکسیمینوس و ژولین مرتد.
در ۶۳۷ (میلادی) و در روزگار خلفای راشدین سردار عرب خالد بن رشید این شهر را گشود. در ۹۶۵ برابر با ۳۵۴ (هجری) نقفور –امپراتور روم شرقی-این شهر را مرزهای خلافت جدا نمود و بدین سان تا یک سده پس از آن این شهر بخشی از امپراتوری بیزانس بود. سرانجام سلجوقیان بر آن دست یازیدند تا اینکه دیگر باره در گرماگرم جنگ‌های صلیبی به دست مسیحیان افتاد و پایتخت پادشاهی ارمنی کیلیکیه گردید. در ۱۳۶۰ این شهر به دست ترک‌های رمضان‌اوغلو (از ملوک طوایف آناتولی) افتاد. سرانجام در ۱۵۱۷ سلیم یکم اینجا را به خاک عثمانی پیوست.